# Grand prix Paul-Gilson
Les radios francophones publiques décernent chaque année le Grand Prix international de la fiction radiophonique Paul Gilson. Au-delà d'une fiction, les prix récompensent aussi un documentaire, une émission de radio et une musique.

## Quelques lauréats
- 1964 - Nicole Louvier
- 1965 - Pierre Wissmer
- 1969 - Otto Joachim
- 1973 - Francis Lemarque
- 1976 - Normand Chaurette
- 1978 - Georges Aperghis
- 1981 - Yves Lebeau
- 1986 - Thierry Genicot
- 1989 - Pierre Fréha
- 1993 - Véronique Mermoud

## Les prix

### Grand prix Paul Gilson fiction
- 1990 : Simone Schwarz-Bart avec Ta femme en cassette, Radio France
- 1991 : Claire Jaumain avec Ronquières, RTBF
- 1992 : Lucien Binot avec Un homme si simple, RTBF
- 1993 : Pierre Mainquet avec Ta femme en cassette, Radio France
- 1994 : Françoise Gerbolet avec Le Cheval lourd, Radio France
- 1995 : Ian Lauzon avec Descente aux enchères, Radio Canada
- 1996 : Layla Nabulsi avec C'est pas parce qu'on est immortelle qu'on ne doit pas s'arrêter, RTBF
- 1997 : Sarah Lévy avec Ça saignait sur la photo des anges, Radio France
- 1998 : Fabrice Melquiot avec Le Jardin de Beamon, Radio France
- 1999 : Christophe Ferré avec Chambre d'amour, Radio France
- 2000 : Yann Apperry avec Sentimentales funérailles, Radio France
- 2001 : Odile Cornuz avec Le Bal des torgnoles, RSR
- 2003 : Éric Chevillard avec L'intérieur d'Albert Moindre, célibataire, Radio France
- 2006 : Claudine Berthet et Patrick de Rham avec Petits gouffres, RSR

### Grand prix Paul Gilson documentaire
- 1990 : Nancy Ypsilantis et Anik Schuin avec La Nuit, c'est ma copine, RSR
- 1991 : José Dessart et André François avec Sur le fil : prise d'otages à Tilff, RTBF
- 1992 : Alphonse Layaz et Alena Kaspar avec Carla Belotti, l'émigrée, RSR
- 1993 : Cynthia Dubois avec À la recherche de la prairie perdue, Radio Canada
- 1994 : Marion Thiba et Christine Robert avec Le Rugby, Radio France
- 1995 : Bernard Gillain avec Sax, made in Belgium, RTBF
- 1996 : Jean-Marc Falcombello avec Roger Monnet, le forgeron du Vully, RSR
- 1997 : Jean-Pierre Denis avec La Rivière métisse, Radio Canada
- 1998 : Yann Paranthoën avec Le Phare des Roches Douvres, Radio France
- 1999 : Marc Giouse et Lucile Solari avec La Rafle oubliée des enfants de Voiron, RSR
- 2000 : Sylvie Gasteau, Monique Veilletet et Gilles Gallinaro avec Louise ou Les feux de l'amour, Radio France
- 2002 : Aurélie Luneau et Christine Robert avec Cascade des mémoires, les fusillés de 1914/1918, Radio France
- 2004 : Aurélie Luneau et Veronik Lamendour avec Des voisins dérangeants à Jedwabne ou Comment repenser l'histoire polonaise de la seconde guerre mondiale, Radio France

### Grand prix Paul Gilson émission
- 2001 : Pascale Tison avec L'animal aujourd'hui, RTBF
- 2002 : Souad Ketani avec Diogène de Sinope, Radio France
- 2003 : François Dompierre avec Ici, tout est permis, Radio Canada
- 2005 : Anik Schuin et David Lallemand avec Le meilleur des mondes et Quand les jeunes s'en mêlent, RSR et RTBF

### Grand prix Paul Gilson musique
- 1987 : Jean-Louis Libert avec Échéance, RTBF
- 1989 : René Lussier avec Le Trésor de la langue, Radio Canada
- 1991 : Walter Boudreau (compositeur) et Raoul Duguay (texte) avec Golgot(h)a, Radio Canada
- 1993 : Fritz Voegelin (compositeur), texte de Guillaume Apollinaire, avec Zone, RSR
- 1995 : Jorge Pepi (compositeur) avec Amalgama, RSR
- 1997 : Jean-Paul Dessy (compositeur), texte de Pascale Tison avec L'Ombre du son, RTBF
- 1998 : François Hudry avec À voix basse, portrait de Joëlle Léandre, RSR
- 1999 : Michel Debrocq avec L'artisanat heureux, RTBF
- 2000 : Charles Sigel avec À voix basse, portrait de Joëlle Léandre, RSR
- 2001 : David Herschel avec Alla Breve : 5 totems de Philippe Schoeller, Radio France
- 2002 : Jean Luc Rieder avec De l'arbre au violon : les gestes séculaires du luthier, RSR
- 2003 : Jean Nicole avec Klangturm, la tour des sons, RSR
- 2004 : Myra Cree avec Il était une foi, animation de la nuit de Noël 2003, Radio Canada